# 2MASS J10473109-1815574
2MASS J10473109-1815574 ist ein Brauner Zwerg im Sternbild Wasserschlange. Er wurde 1999 von Eduardo L. Martín et al. entdeckt. Er gehört der Spektralklasse L2.5 an.